# ایستگاه متروی خیابان گوج
ایستگاه متروی خیابان گوج (انگلیسی: Goodge Street tube station) یکی از ایستگاه‌های خط شمالی متروی لندن است.
این ایستگاه که در منطقه کمدن لندن قرار دارد در سال ۱۹۰۷ میلادی تأسیس شده است.

## نگارخانه

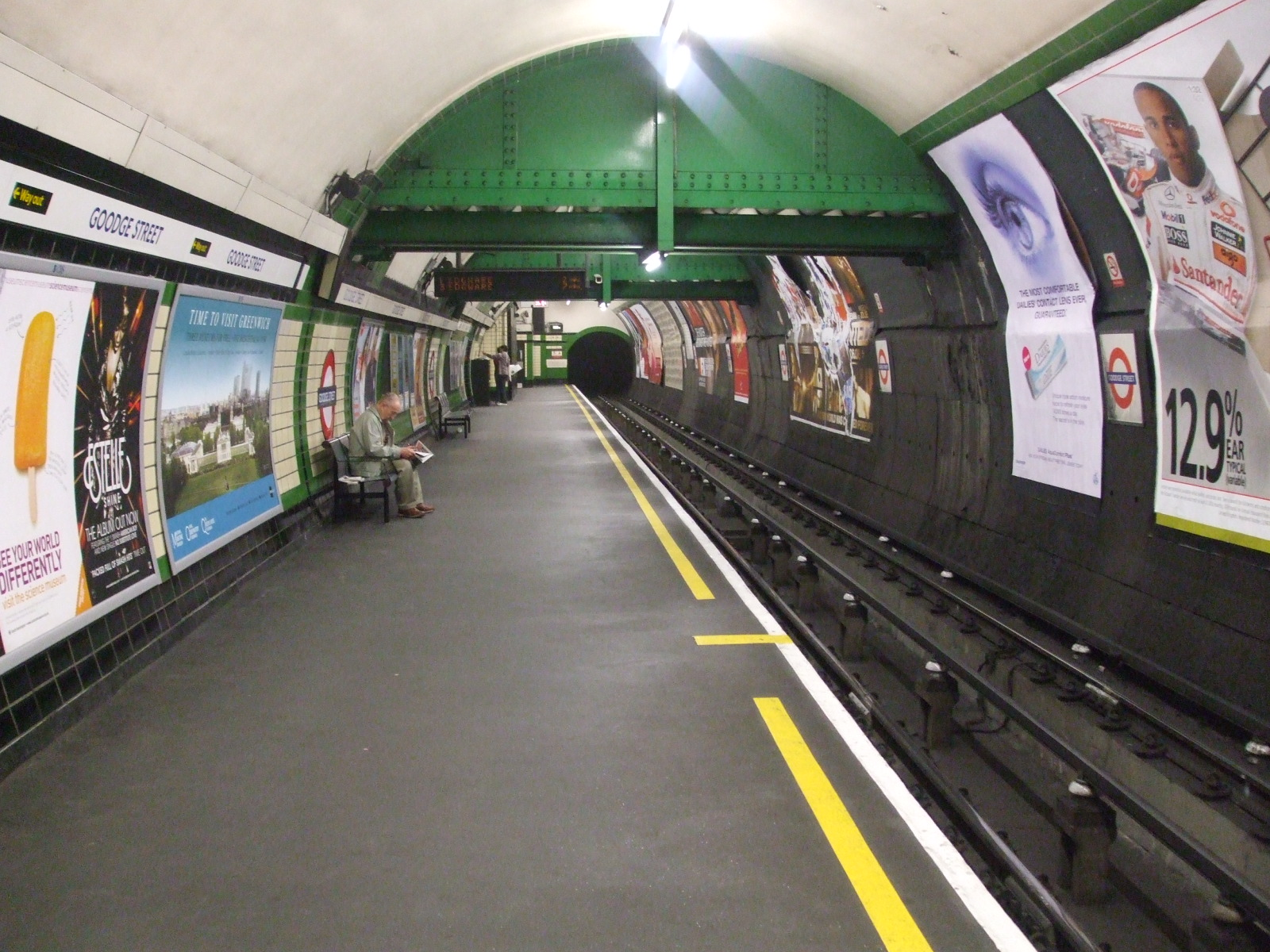
Northbound platform looking south before refurbishment
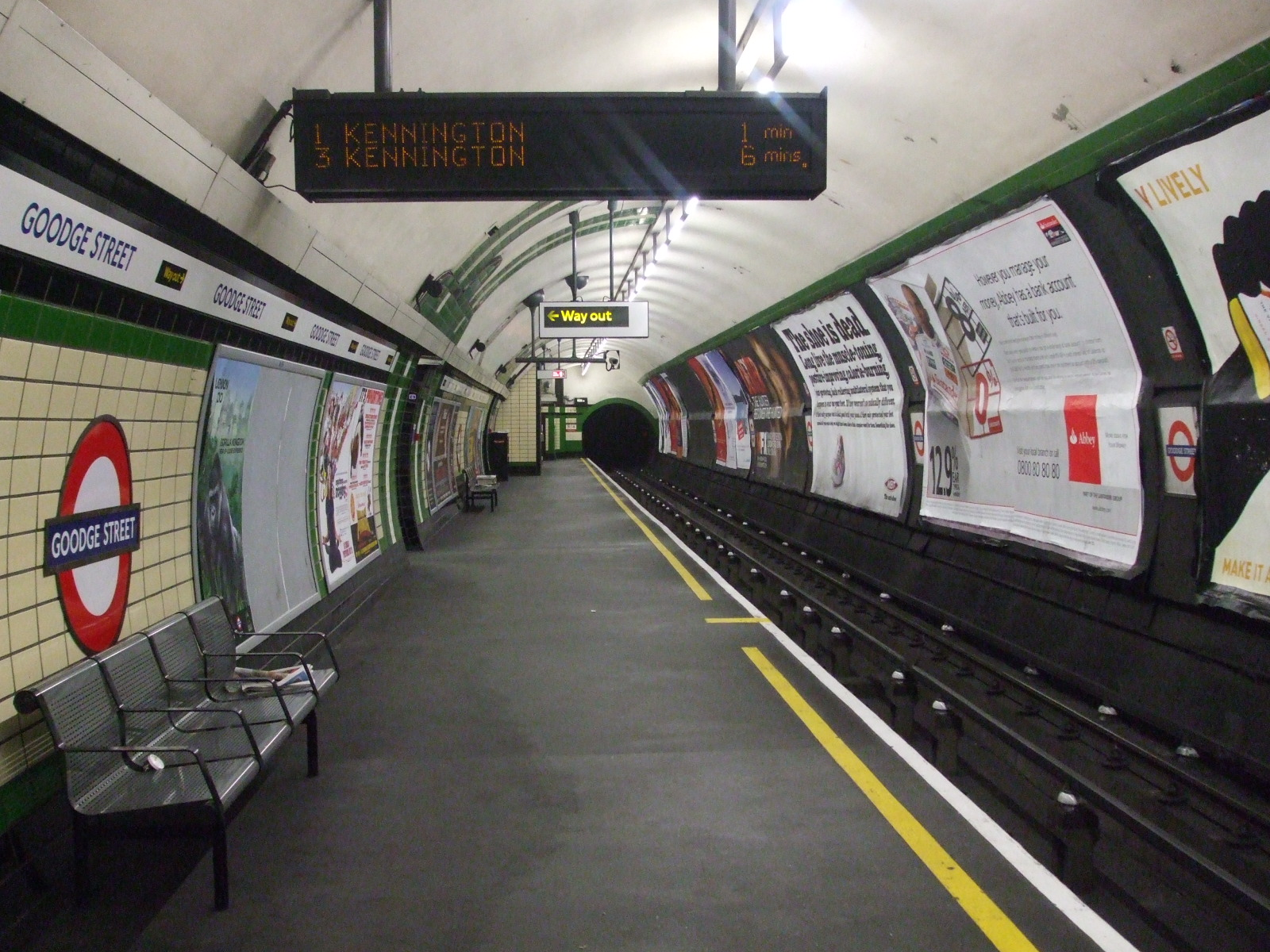
Southbound platform looking north before refurbishment
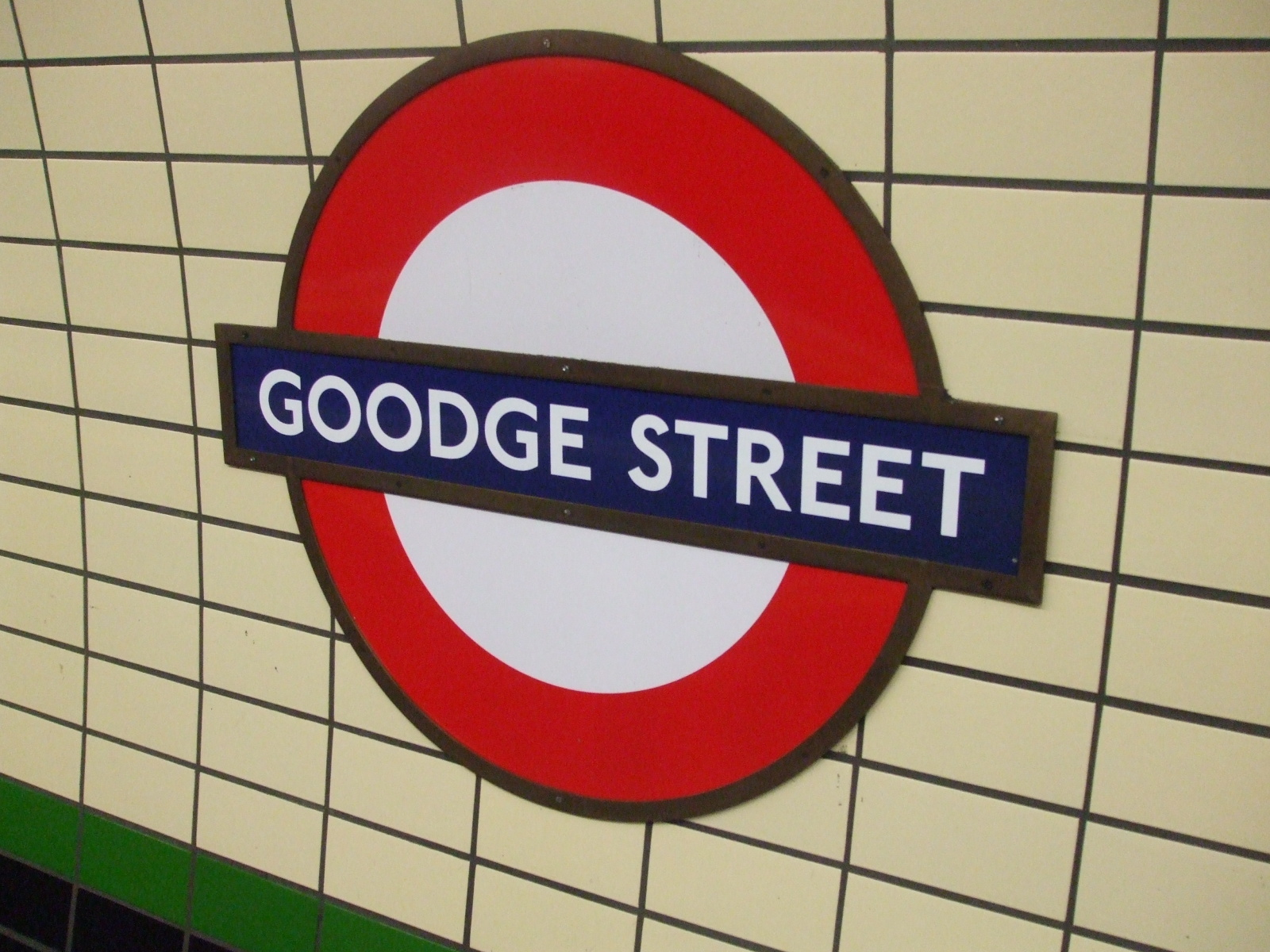
Station platform roundel
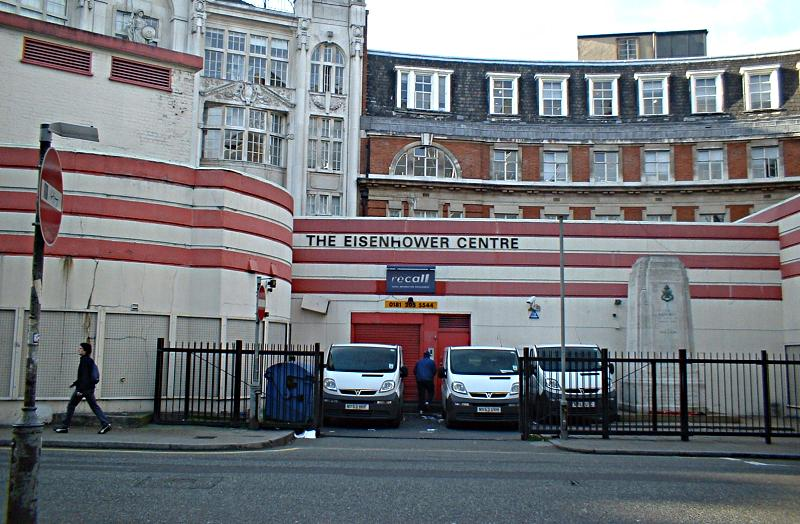
One entrance to Goodge Street deep-level shelter
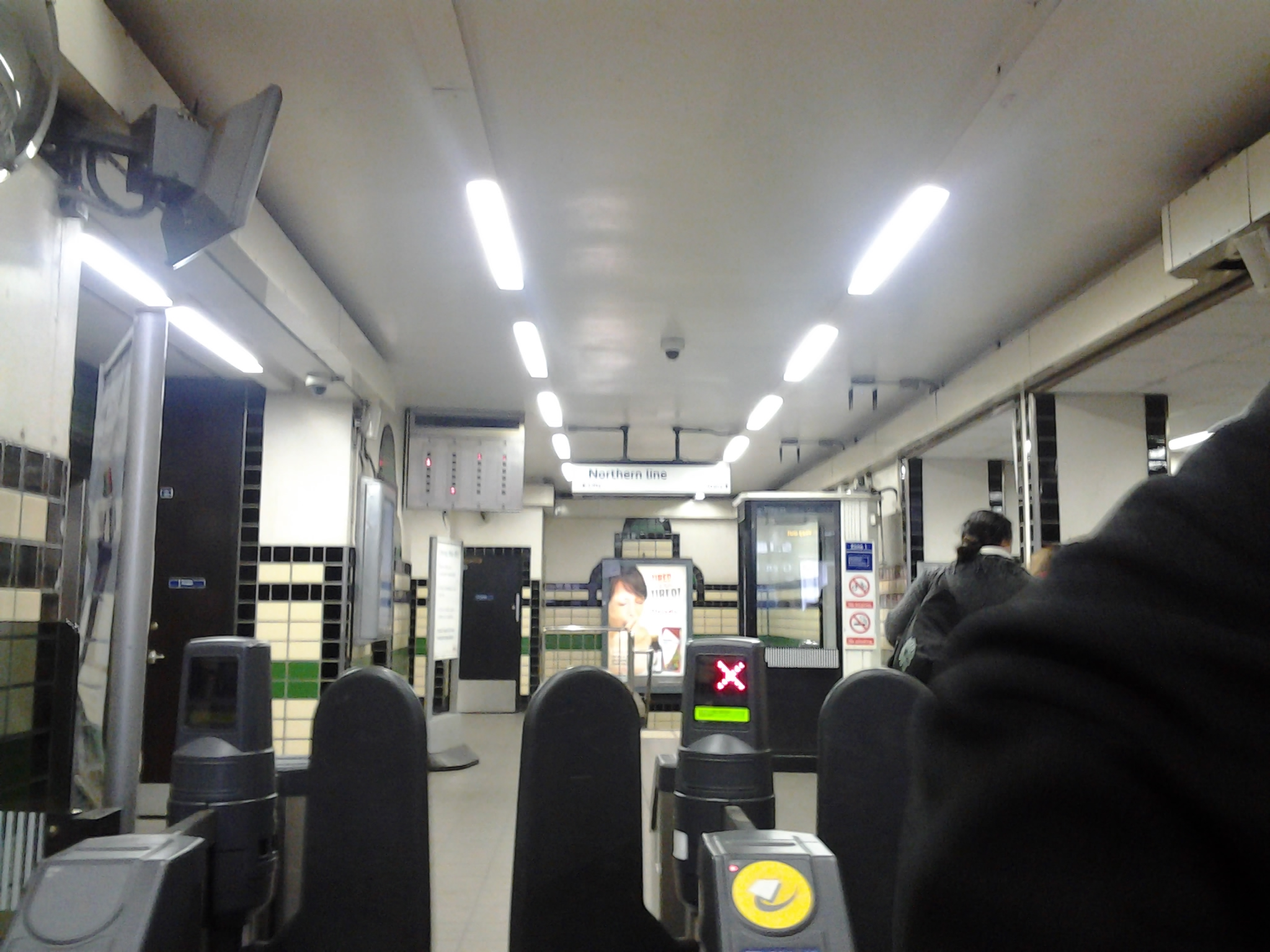
Ticket hall